# Teitelbaum
Teitelbaum ist ein jüdischer Familienname.
Teitelbaum ist eine mittelhochdeutsche Variante von Dattelbaum (Dattelpalme)

## Varianten
- Tajtelbaum, polnische Transliteration (Schreibweise)
- Teitelboim, jiddische Namensform

## Namensträger
- Aaron Teitelbaum (* 1947), Oberrabbiner der Satmar-Gemeinde in Kiryas Joel, New York
- Al (Alfred) Teitelbaum (1915–2011), Kürschner prominenter Filmstars
- Alfred Teitelbaum, Geburtsname von Alfred Tarski (1901–1983), polnischer Mathematiker und Logiker
- Chananja Jom Tow Lipa Teitelbaum (1838–1904), chassidischer Rabbiner in Ungarn
- Jekusiel Jehuda Teitelbaum (1808–1883), chassidischer Rabbiner in Ungarn
- Jeremy Teitelbaum (* 1959), US-amerikanischer Mathematiker
- Joel Teitelbaum (1887–1979), Rebbe
- Mosche Teitelbaum (1759–1841), chassidischer Rabbiner in Polen und Ungarn
- Moshe Teitelbaum (1914–2006), rumänisch-amerikanischer chassidischer Rabbiner in den Vereinigten Staaten
- Natanel Teitelbaum, israelisch-deutscher Rabbiner
- Richard Teitelbaum (1939–2020), US-amerikanischer Komponist und Musiker
- Rubin Teitelbaum (1907–1941), estnischer Gewichtheber
- Ruth Teitelbaum (1924–1986), US-amerikanische Programmiererin
- Sara Teitelbaum (1910–1941), estnische Leichtathletin
- Steven L. Teitelbaum (* 1938), US-amerikanischer Pathologe